# Горбунов Борис Миколайович
Борис Миколайович Горбунов (нар. 4 січня 1901 — пом. 22 липня 1944, Київ) — український вчений в галузі будівельної механіки, член-кореспондент НАН України (з 1939).

## Життєпис
Народився 4 лютого 1901 року. У 1925 закінчив Київський політехнічний інститут, працював в інституті електрозварювання АН УРСР (1932–1941) та Київському інженерно-будівельному інституті (1932–1944), що містився тоді на вул. Пирогова № 9, де встановлено меморіальну дошку вченому.
З початком німецько-радянської війни, в липні 1941 року Бориса Горбунова було евакуйовано з майже 400-ми академіками, членами-кореспондентами та іншими науковими працівниками Академії наук УРСР до Уфи, столиці Башкирії.
22 липня 1944 помер у Києві. Похований на Байковому кладовищі. 1961 на його честь названо вулицю в Києві.